# 弘前大学教育学部附属小学校
弘前大学教育学部附属小学校（ひろさきだいがくきょういくがくぶふぞくしょうがっこう, Elementary School Attached to the Faculty of Education, Hirosaki University）は、青森県弘前市大字学園町にある弘前大学教育学部附属の国立小学校。
附属幼稚園と附属中学校に隣接している。

## 沿革
歴史
1877年（明治10年）6月創立の「青森県小学師範学校弘前分校附属小学校」を起源とする。1879年（明治12年）は師範学校青森本校に移転し、長く青森市にあったが1945年（昭和20年）の青森大空襲により校舎が全焼したため弘前市に移転。公立の国民学校・小学校の附属代用を経て、1948年（昭和23年）に附属弘前小学校および附属駒越小学校の2校が設置される。新制弘前大学の発足および青森師範学校の廃止に伴う改称を数回経て、1965年（昭和40年）に2校あった附属小学校を統合し、現校名となった。
校訓
「強く 明るく 豊かに」
校章
青森師範学校時代の校章を継承し、旭日章を背景にして、中央に「附小」の文字（縦書き）を置いている。
校歌
歌詞は3番まである。歌詞に校名は登場しない。
前史
- 1877年（明治10年）6月 - 青森県小学師範学校弘前分校に附属小学校が併設される。「青森県小学師範学校弘前分校附属小学校」
- 1879年（明治12年）
  - 1月 - 弘前分校附属小学校が閉校。
  - 2月 - 青森県師範学校青森本校に附属小学校が開校。「青森県師範学校附属小学校」

- 1880年（明治13年）7月 - 青森県女子師範学校が含英小学校を代用附属小学校とする。（「青森県師範学校附属小学校」・「青森県女子師範学校附属小学校」）
- 1885年（明治18年）5月 - 青森県女子師範学校附属小学校が廃止される。
- 1886年（明治19年）4月 - 師範学校令の施行により、「青森県尋常師範学校附属小学校」に改称。
- 1890年（明治23年）9月 - 師範学校・附属小学校ともに火災により焼失。青森県尋常中学校の旧校舎を使用。
- 1893年（明治26年）11月 - 青森市寺町に師範学校および附属小学校の新校舎が完成。
- 1898年（明治31年）4月 - 師範教育令の施行により、「青森県師範学校附属小学校」に改称。
- 1914年（大正3年）4月 - 青森県女子師範学校（1910年（明治43年）4月開校）に附属小学校を併設。
  - 「青森県師範学校附属小学校」・「青森県女子師範学校附属小学校」

- 1941年（昭和16年）4月1日 - 国民学校令の施行により附属小学校を附属国民学校とする。
  - 「青森県師範学校附属国民学校」・「青森県女子師範学校附属国民学校」

- 1943年（昭和18年）4月1日 - 師範教育令の改正により、青森県師範学校と青森県女子師範学校が統合の上、官立（国立）移管され「青森師範学校」（男子部・女子部）となる。
  - 「青森師範学校男子部附属国民学校」・「青森師範学校女子部附属国民学校」

- 1945年（昭和20年）
  - 7月 - 青森大空襲により、師範学校および附属国民学校校舎を焼失（全焼）。
  - 11月 - 師範学校男子部が弘前の時敏国民学校、女子部が弘前の朝陽国民学校に移転。

- 1946年（昭和21年）4月 - 朝陽国民学校を「青森師範学校附属国民学校」として代用する。
- 1947年（昭和22年）4月 - 学制改革（六・三制の実施）により旧・朝陽国民学校の初等科を「青森県師範学校附属小学校」とする。
- 1948年（昭和23年）3月31日 - 弘前市立朝陽小学校の附属代用を終了。

正史
- 1948年（昭和23年）4月13日 - 弘前市内に「青森県師範学校附属弘前小学校」と「青森県師範学校駒越小学校」の2校が開校。
- 1949年（昭和24年）6月1日 - 新制弘前大学の発足により、師範学校が教育大学の母体として包括される。
  - 「弘前大学青森師範学校附属弘前小学校」・「弘前大学青森師範学校附属駒越小学校」に改称。

- 1951年（昭和26年）4月1日 - 青森師範学校が廃止される。
  - 「弘前大学教育学部附属弘前小学校」・「弘前大学教育学部附属駒越小学校」に改称。

- 1965年（昭和40年）4月1日 - 附属弘前小学校と附属駒越小学校を統合の上、「弘前大学教育学部附属小学校」（現校名）に改称。
- 1966年（昭和41年）3月 - 新校舎が完成。
- 2004年（平成16年）4月1日 - 国立大学法人化。
- 2008年（平成20年）- 校舎を改築。

## 著名な出身者
船木誠勝（プロレスラー、総合格闘家、俳優、YouTuber）